# Apotropaion

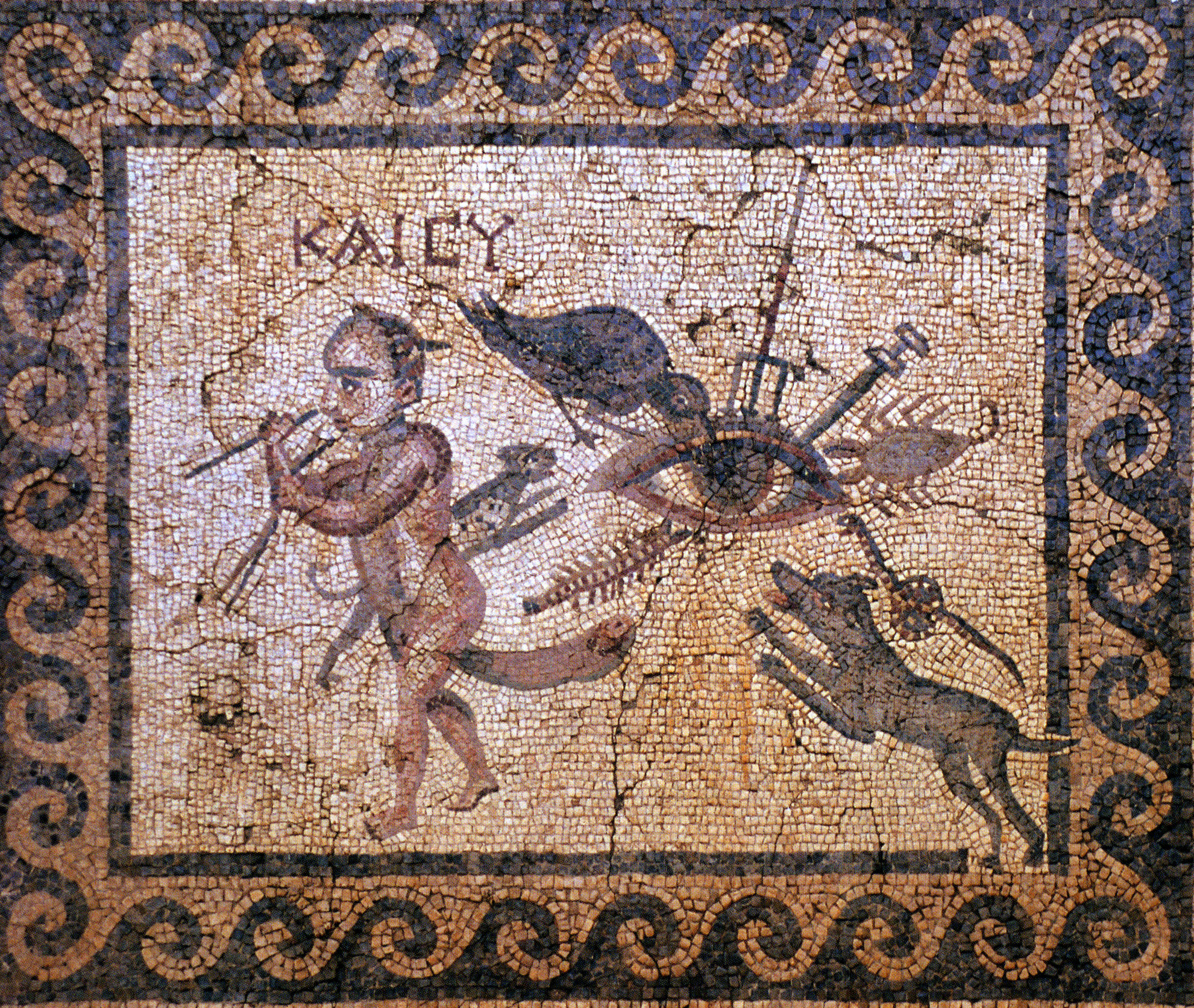
Das Mosaik aus Antiochia kombiniert mehrere apotropäische Symbole.

Ein Apotropaion (von altgriechisch ἀποτρόπαιος apotrópaios, deutsch ‚[Unheil] abwendend‘; insbesondere Beiname der Unheil abwendenden Götter) oder Apotropäum ist ein magischer Gegenstand oder ein Bild zum Schutz gegen böse Kräfte.

## Beispiele
Ein gegenständliches Apotropaion wurde in der Antike zum Schutz von Menschen, Tieren, Gebäuden etc. angebracht und sollte die üblen Auswirkungen von Zauberei, des „bösen Blicks“ und anderer widriger Kräfte abwehren. Es konnte z. B. die Gestalt eines Tier- oder Menschenkopfes haben, etwa in Form eines Gorgoneions auf der Aigis der Athene.
Als Apotropaion sind auch die bei den Römern verbreiteten, Fascinum genannten Phallusplastiken anzusehen, die oft zusammen mit anderen apotropäischen Objekten zu Glöckchenspielen (Tintinnabula) kombiniert wurden. Späte Nachwirkungen hiervon sind die zahlreichen mittelalterlichen Köpfe mit heraushängenden Zungen oder sogar erotische Motive an Dachtraufen oder an Miserikordien.
Bekannt sind auch die Augenidole, seltener apotropäisch gebrauchte Tierfüße wie etwa Löwenpranken. In späteren Zeiten wurden Apotropaia oft in dekorativer Funktion, als Neidkopf, Gaffkopf oder Giebelkreuz, beibehalten.
Bis in die heutige Zeit werden im Nahen Osten und im Maghreb Nazar-Amulett und „Hand der Fatima“ zur Abwehr gegen den bösen Blick verwendet.

## Architektur
Auch im Bereich der Architektur finden sich manchmal abstrakte Dekor-Motive, die – je nach Region und Zeit unterschiedlich zu beurteilen – ursprünglich eine unheilabwehrende Bedeutung gehabt haben (z. B. Opus spicatum, Schachbrettsteine, Rauten- oder Dreiecksmotive etc.). Wichtigste Kriterien bei der Interpretation eines Motivs sind sein Alter sowie seine (nahezu) ausschließliche Anbringung an Außenwänden und noch dazu in der Nähe von Türen und Fenstern oder an Ecken.

## Bilder

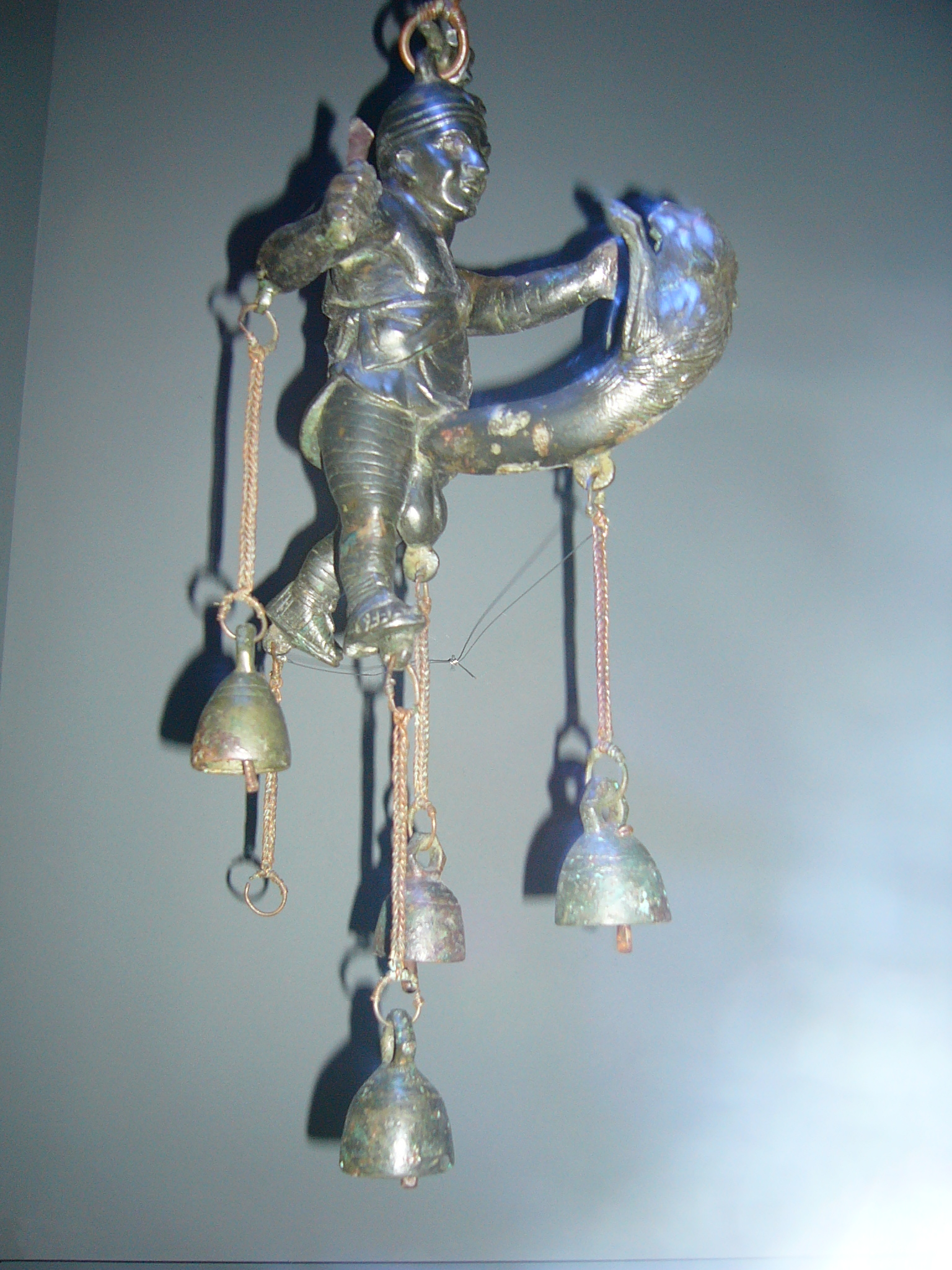
Tintinnabulum aus Herculaneum
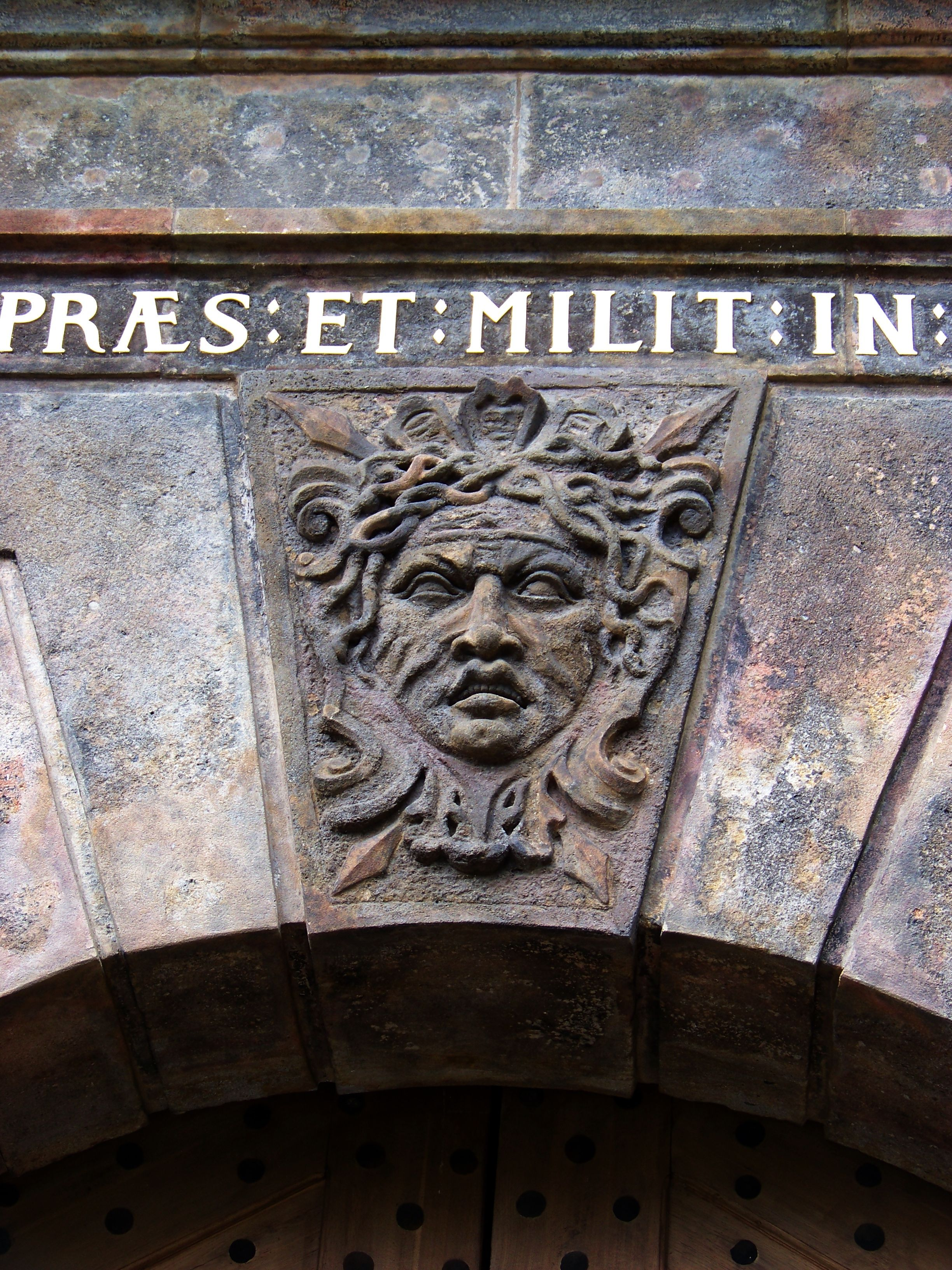
Gorgoneion auf einem Schlussstein eines Torbogens
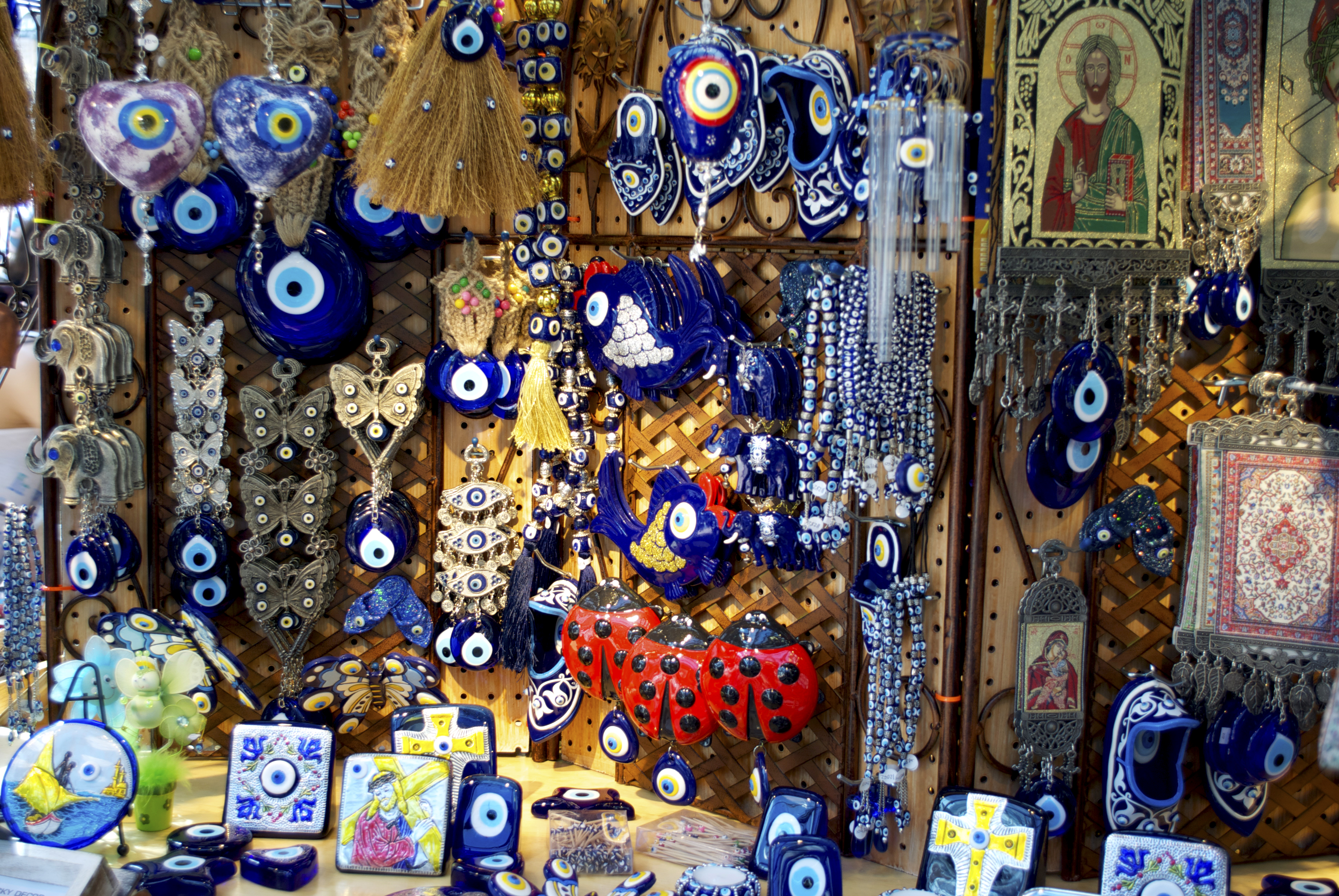
Laden in Boston mit Nazar-Amuletten
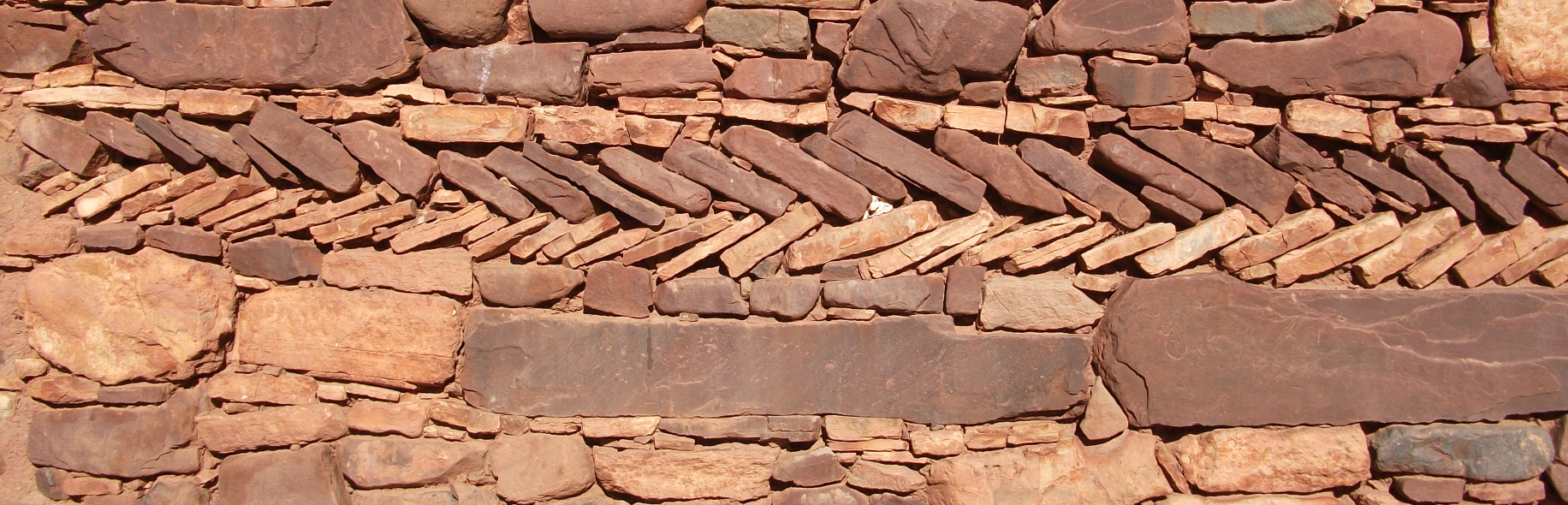
„Opus spicatum“-Motiv an der Außenwand eines Hauses in Ighrem n’Ougdal, Hoher Atlas, Marokko
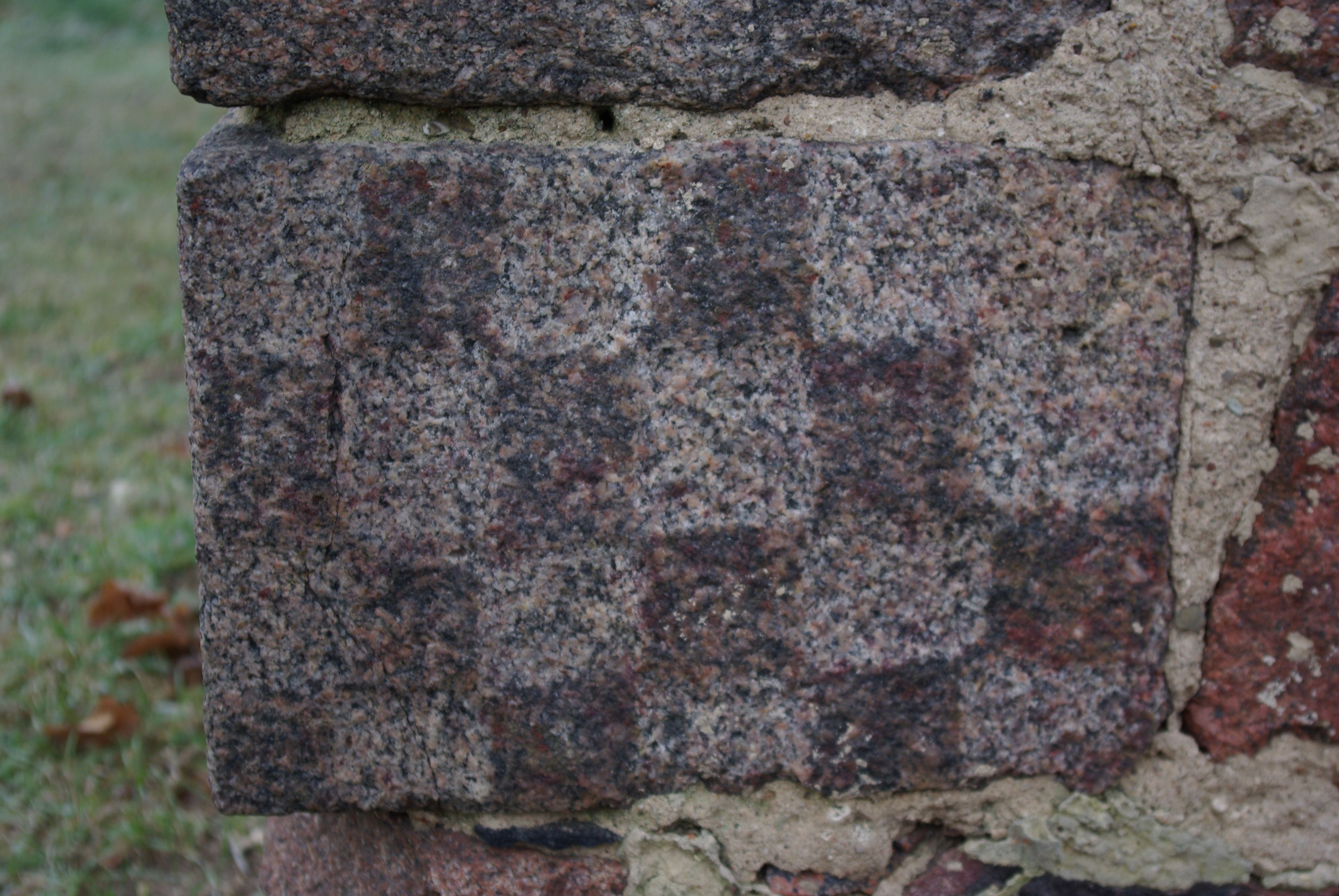
Schachbrettstein an der Dorfkirche von Mallnow, Brandenburg
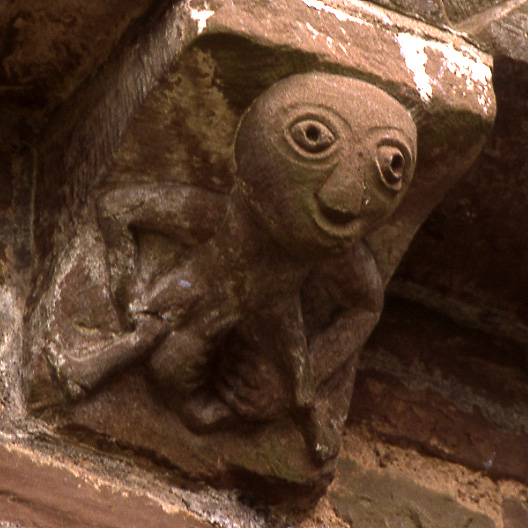
Sheela-na-Gig an der Church of St Mary and St David in Kilpeck, Herefordshire. Möglicherweise als Apotropaion gedacht
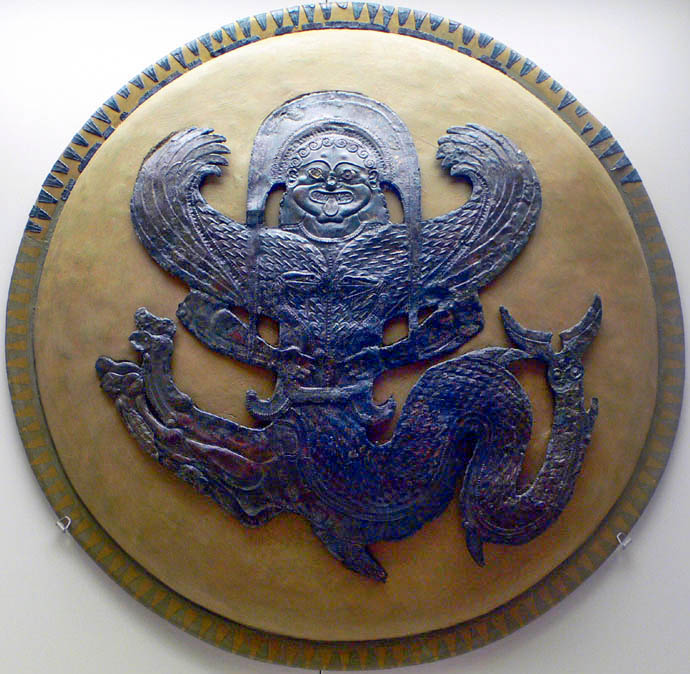
Schildzeichen mit Gorgo-Mischwesen
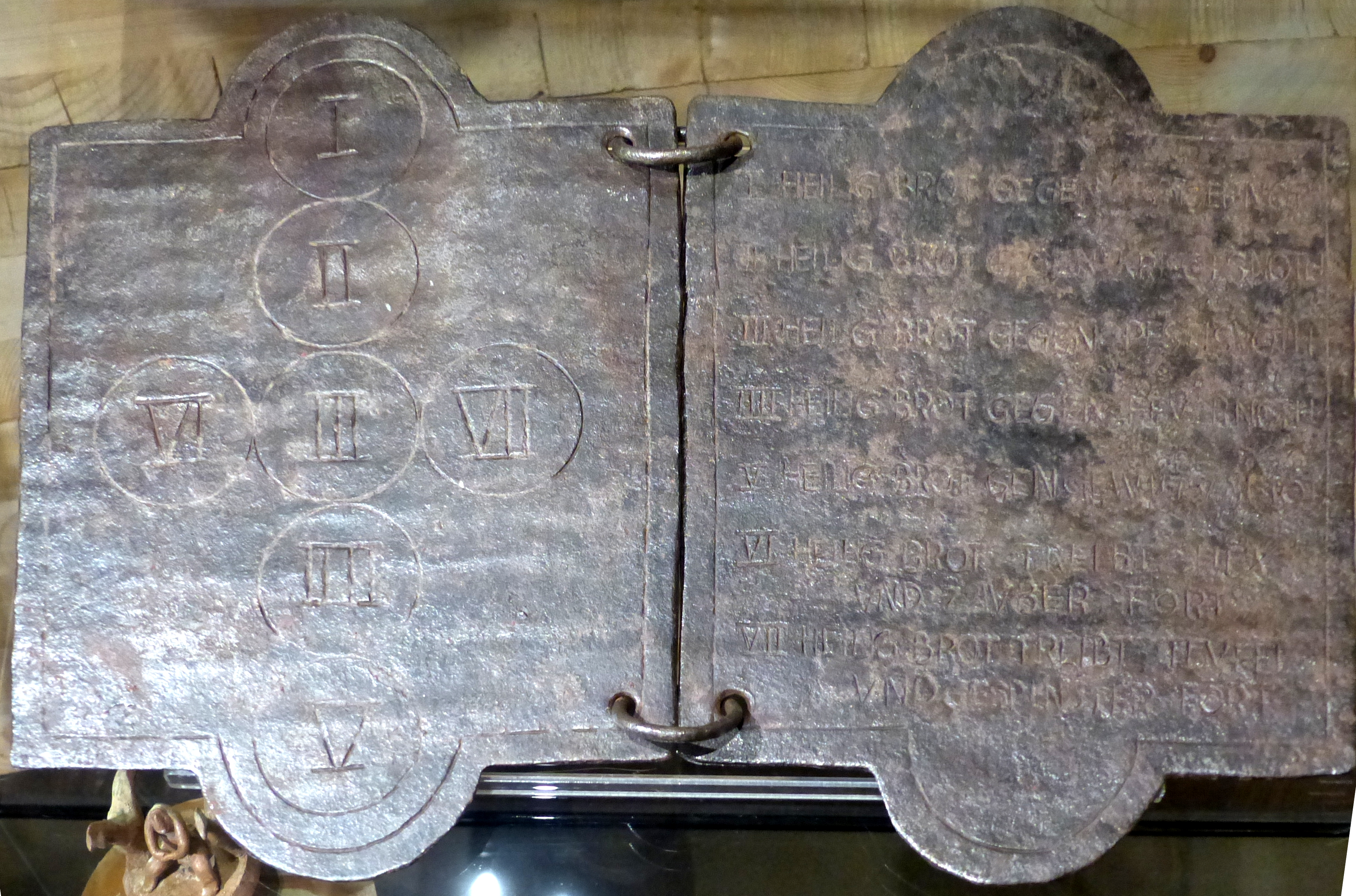
Heiliges Brotzeichen, Paneum (Oberösterreich)
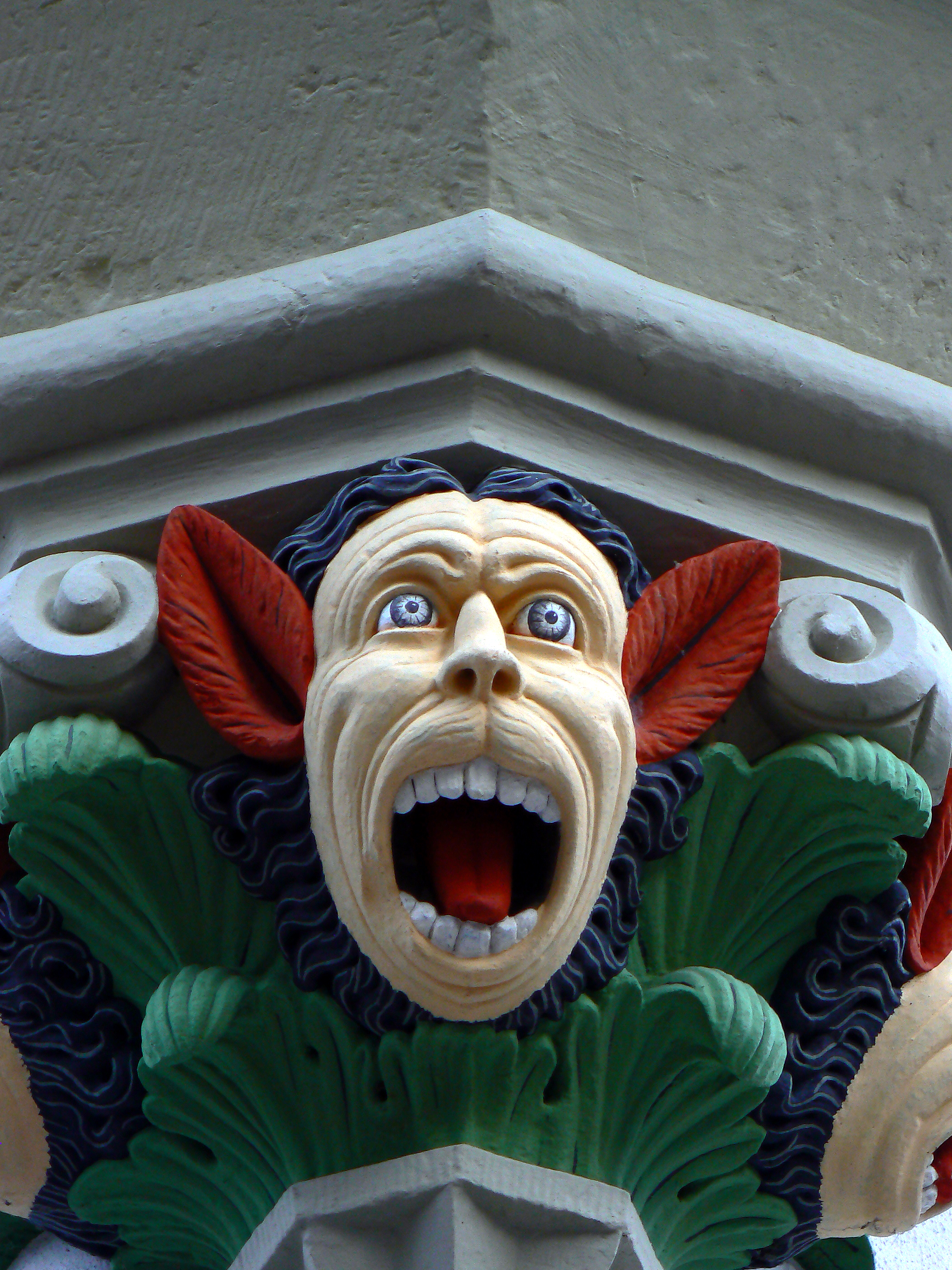
Neidkopf am Marktplatz von Waiblingen, Baden-Württemberg